# Giant (singel)
Giant – singel szkockiego producenta muzycznego i DJ-a Calvina Harrisa i angielskiego piosenkarza Rag’n’Bone Mana. Singel został wydany 11 stycznia 2019. Piosenkę napisali i skomponowali Calvin Harris, Rag’n’Bone Man, Jamie Hartman i Troy Miller.
„Giant” jest utrzymany w stylu muzyki dance i house. Utwór był notowany na 2. miejscu na liście najlepiej sprzedających się singli w Wielkiej Brytanii.

## Lista utworów
- Digital download[1]

1. „Giant” – 3:49

- Digital download – Audien Extended Remix[2]

1. „Giant” (Audien Extended Remix) – 4:03

- Remixes – EP[3]

1. „Giant” (Robin Schulz Remix) – 3:13
2. „Giant” (Purple Disco Machine Remix) – 3:26
3. „Giant” (Weiss Remix) – 3:54
4. „Giant” (Michael Calfan Remix) – 3:21
5. „Giant” (Audien Remix) – 3:33
6. „Giant” (Laidback Luke Remix) – 2:33

## Notowania i certyfikaty
| Lista (2019)                                   | Najwyższa pozycja |
| ---------------------------------------------- | ----------------- |
| Australia (Top 50 Singles)                     | 19                |
| Austria (Ö3 Austria Top 40)                    | 8                 |
| Belgia (Ultratop 50 Singles, Flandria)         | 1                 |
| Belgia (Ultratop 50 Singles, Walonia)          | 1                 |
| Czechy (Rádio – Top 100)                       | 2                 |
| Czechy (Singles Digitál – Top 100)             | 7                 |
| Dania (Track Top-40)                           | 16                |
| Francja (Top Singles & Titres)                 | 18                |
| Hiszpania (PROMUSICAE)                         | 62                |
| Holandia (Single Top 100)                      | 8                 |
| Irlandia (Singles Chart)                       | 3                 |
| Japonia (Japan Hot 100)                        | 100               |
| Kanada (Billboard Canadian Hot 100)            | 29                |
| Niemcy (Media Control Charts)                  | 6                 |
| Norwegia (VG-Lista)                            | 11                |
| Nowa Zelandia (Recorded Music NZ)              | 21                |
| Polska (AirPlay – Top)                         | 4                 |
| Portugalia (AFP)                               | 46                |
| Słowacja (Rádio – Top 100)                     | 3                 |
| Słowacja (Singles Digitál – Top 100)           | 5                 |
| Stany Zjednoczone (Hot Dance Club Songs)       | 1                 |
| Stany Zjednoczone (Hot Dance/Electronic Songs) | 8                 |
| Szwajcaria (Singles Top 100)                   | 5                 |
| Szwecja (Sverigetopplistan)                    | 25                |
| Węgry (Single (track) Top 40 lista)            | 5                 |
| Wielka Brytania (UK Singles Chart)             | 2                 |
| Włochy (FIMI)                                  | 17                |

| Państwo                | Certyfikat         |
| ---------------------- | ------------------ |
| Australia (ARIA)       | złota płyta        |
| Belgia (BEA)           | złota płyta        |
| Francja (SNEP)         | złota płyta        |
| Hiszpania (PROMUSICAE) | złota płyta        |
| Niemcy (BVMI)          | złota płyta        |
| Nowa Zelandia (RMNZ)   | złota płyta        |
| Polska (ZPAV)          | 3x platynowa płyta |
| Wielka Brytania (BPI)  | platynowa płyta    |

## Historia wydania
| Region            | Data             | Format                      | Wersja                | Wytwórnia | Źródło |
| ----------------- | ---------------- | --------------------------- | --------------------- | --------- | ------ |
| Świat             | 11 stycznia 2019 | Digital download, streaming | Original              | Columbia  | [ 1 ]  |
| Włochy            | 11 stycznia 2019 | Contemporary hit radio      | Original              | Sony      | [ 39 ] |
| Stany Zjednoczone | 21 stycznia 2019 | Hot adult contemporary      | Original              | Columbia  | [ 40 ] |
| Stany Zjednoczone | 22 stycznia 2019 | Contemporary hit radio      | Original              | Columbia  | [ 41 ] |
| Stany Zjednoczone | 22 stycznia 2019 | Dance radio                 | Original              | Columbia  | [ 42 ] |
| Świat             | 1 marca 2019     | Digital download            | Audien Extended Remix | Columbia  | [ 2 ]  |
| Świat             | 8 marca 2019     | Digital download            | Remixes EP            | Columbia  | [ 3 ]  |